# 老挝皇家警察
老挝皇家警察（法语： Police Royale Laotiènne – PRL）是 1949 年至 1975 年老挝王国的官方国家警察部队，在 1960 年至 1975 年老挝内战期间与老挝皇家武装部队(FAR) 密切合作.

## 历史
出于维持当地治安，打击反政府和反殖民势力的需求，老挝皇家警察于 1949 年由法属印度支那当局成立。随着法国人撤出东南亚，这只警察部队变转为新独立的老挝王国的治安维持力量。

## 结构
老挝安全部队分为几个“部门”，包括便衣刑事调查部门、移民部门、海关部门、常规警察、地区宪兵和反叛乱武装支援部队。所有这些编队都对位于万象的老挝皇家政府内政部负责。

### 警察
老挝常规警察部门，这是穿制服的城市警察——也被指定为民警、民警部队（法语： Force de Police Civile ）或国家警察部队（法语： Corps de Police Nationale ）——负责提供安全和维护法律和主要人口中心的秩序，包括国家首都和省会城市。

### 国家宪兵
法国殖民地“本地卫队”的继任者，准军事老挝宪兵队的任务是在乡村巡逻。

### 老挝皇家海关总署
老挝皇家海关总署成立于 1950 年代中期，目的是在该国主要的内河港口、机场以及与邻国泰国、缅甸、中国、柬埔寨和越南的过境点实施边境管制并监督人员和货物的流动。

### 国家协调局/边防警察局
值得一提的老挝安全部队的一个特别短暂的“分支机构”是国家协调局或DNC （法语： Direction de Coordination Nationale – DCN）的准军事安全局。 DNC 最初是一支具有空降资格的准军事精英警察野战部队，与泰国皇家警察(RTP)警察空中补给部队(PARU)“突击队”密切相关，其功能类似于越南共和国国家警察野战部队。该部队成立于1960 年 9 月，当时老挝皇家警察司令部委托中校Siho Lamphouthacoul创建一个由两个准军事特种营（法语：Bataillons）组成的“特种机动大队”（法语： Groupement Mobile Speciale 1 – GMS 1）第 11 特种机动大队和第33特种机动大队。 
在 1960 年代初期的动荡时期，这支新部队很快卷入了老挝的国内政治，其指挥官Siho 中校积极帮助密谋密谋重新掌握权力的富米萨诺万少将。 1960 年 11 月中旬至 12 月下旬，GMS 第 1 准军事营参与了从贡勒上尉的反叛的中立空降部队手中夺回万象的行动， 包括成功夺取老挝王国空军（法语： Aviation Laotiènne ）的军用跑道瓦岱机场。  
因其支持他富米·诺萨万少将1960 年 12 月的反政变，中校Siho 晋升为准将并指挥一个新的准军事安全组织：  1961 年 3 月，特种机动大队 与老挝国民军（军事情报、心理战和宪兵部队）和老挝皇家警察（民警和移民局）中抽调队伍整合成新的国家协调局。  Siho准将及其新的安全机构只对富米·诺萨万少将负责，迅速接管了万象的警察职责，在首都行使近乎绝对的权力，并开始在平民中甄别巴特寮和散兵游勇，这常常导致虐待行为。 Siho 准将的行动资金来源于美国的警察培训资金；他的特种机动大队被认为是老挝皇家武装部队（法语： Forces Armées du Royaume – FAR）中最有效的部队。 
尽管最初打算用于情报收集和突击队行动，但GMS主要被保留在万象，以支持Siho的非法活动。 实际上，大队主要担任 Siho 的贴身保镖，因警察职责腐败和作为准特种部队的军事能力而在平民百姓中声名狼藉。  一个消息来源将他们称为参与卖淫、赌博、勒索、破坏、绑架、酷刑和政治镇压的“歹徒”。 
1962 年，一支 30 人的特遣队被派往泰国参加由警察空中补给部队(PARU) 的泰国皇家警察(RTP) 教官在位于班巴蜀府华欣附近的纳鲁珊营地训练设施举办的空降兵和突击队课程. 回到老挝后，他们组成了一个新的特种营的骨干，即99BS，这使GMS 1达到了全团的实力。  1963 年，将军Siho 任命Thao Ty中校接替他担任特别机动大队的准突击团团长，同时保留 DNC 的指挥权。 
1964 年 4 月 18 日，将军Siho 发动政变，在此期间，他的国家协调局的警察部队夺取了首都的公共基础设施并控制了该国。 然而，政变是短命的，因为将军Siho 受到国际批评，得不到美国和国际社会认可支持的Siho很快被Kouprasith Abhay少将超越，后者成功被任命为老挝皇家军队(RLA) 副总司令，而他的盟友Ouane Rattikone少将成为警察总司令。为此Siho 不得不将特别机动大队名称更改为边境警察“Border Police”或“Frontier Police”（法语： Police de Frontiers ），并保持低调。  
1965 年 2 月 1 日至 3 日，在前一年控制万象的老挝国家协调局在少校领导的另一场由将军Kouprasith Abhay在同月举行政变后被老挝皇家军击败并解散。  将军Siho 被迫流亡泰国 ，他的 国家协调局“帝国”迅速分裂，其单位被解散：军事情报、心理战和宪兵人员返回 老挝皇家军系统，同时一些警察被保留服役并更名为国家警察总队，隶属于老挝皇家政府内政部。经过两天的谈判，国家协调局的三个具有空降资格的边防警察特种营——BS 33、BS 11 和 BS 99——及其指挥官Thao Ty中校同意放下武器，他们选择加入到RLA 的空降部队。到年中，他们被转移到沙湾拿吉附近的色诺，并合并为一个新的降落伞团，第 21 机动机动大队（法语： Groupement Mobile 21 Aeroportée – GM 21），由Thao Ty指挥。 

## 培训机构
警察培训由老挝皇家警察学校（法语： École de Police ）负责，该学校由美国项目评估办公室（PEO）于 1960 年代初在位于万象以东 10 公里的Ban Donnoun建立，美国教官在那里教授老挝干部基本的警察程序。此外，还选派老挝皇家警察人员赴法国、泰国、美国等国学习专业课程。

## DNC和PRL指挥官名单
- Siho Lamphouthacoul中校
- Lith Luenamachack少将

### 著名的 DNC 和 PRL 战地指挥官
- 陶泰中校

## 制服和徽章

### 老挝皇家警察队伍
| </img>老挝皇家警察 | （三颗五角银星） | （三颗五角银星） | （两颗五角银星） | （两颗五角银星） | （三颗五角星，一颗在金盘上） | （三颗五角星，一颗在金盘上） | （两颗五角星，一颗在金盘上） | （两颗五角星，一颗在金盘上） | （金盘上的一颗五角星） | （金盘上的一颗五角星） | （三个五角金星） | （三个五角金星） | （两颗五角金星） | （两颗五角金星） | （两颗五角金星） | （一颗五角金星） | （一颗五角金星） | （一颗五角金星） |
| </img>老挝皇家警察 | 大将军 皇家警监  | 大将军 皇家警监  | 准将             | 准将             | 上校                         | 上校                         | 中校                         | 中校                         | 少校                   | 少校                   | 上尉             | 上尉             | 一级中尉         | 一级中尉         | 一级中尉         | 二级中尉         | 二级中尉         | 二级中尉         |

| 老挝皇家警察 |        |        |        |        |          |          |          |          |          |          |      |      |      |      |      |      |      |      |      |      |      |      |                     |                     |                     |                     |                     |                     | 没有徽章    | 没有徽章    |
| 老挝皇家警察 | 军士长 | 军士长 | 军士长 | 军士长 | 一级士官 | 一级士官 | 一级士官 | 一级士官 | 一级士官 | 一级士官 | 上士 | 上士 | 上士 | 上士 | 上士 | 上士 | 军士 | 军士 | 军士 | 军士 | 下士 | 下士 | 一级巡警/一级女巡警 | 一级巡警/一级女巡警 | 一级巡警/一级女巡警 | 一级巡警/一级女巡警 | 一级巡警/一级女巡警 | 一级巡警/一级女巡警 | 巡警/女巡警 | 巡警/女巡警 |

## 笔记
1. ↑  Conboy and Morrison, Shadow War: The CIA's Secret War in Laos (1995), p. 105.
2. ↑  Conboy and Morrison, Shadow War: The CIA's Secret War in Laos (1995), p. 37.
3. ↑  Conboy and Morrison, Shadow War: The CIA's Secret War in Laos (1995), p. 41.
4. 1 2 3  Conboy and McCouaig, South-East Asian Special Forces (1991), p. 17.
5. 1 2  Conboy and McCouaig, The War in Laos 1960-75 (1989), p. 39.
6. ↑  Anthony and Sexton, The War in Northern Laos (1993), p. 98, note 54.
7. ↑  Sananikone, The Royal Lao Army and U.S. Army advice and support (1981), pp. 72-73.
8. ↑  Conboy and Morrison, Shadow War: The CIA's Secret War in Laos (1995), pp. 105-106.
9. 1 2  Conboy and McCouaig, South-East Asian Special Forces (1991), p. 18.
10. ↑  Conboy and Morrison, Shadow War: The CIA's Secret War in Laos (1995), p. 113, note 1.
11. ↑  Kuzmarov, Modernizing Repression (2012), pp. 130-131.
12. ↑  Conboy and McCouaig, South-East Asian Special Forces (1991), pp. 17-18.
13. ↑  Conboy and McCouaig, The War in Laos 1960-75 (1989), p. 46, Plate G1.
14. ↑  Castle, At War in the Shadow of Vietnam (1993), p. 64.
15. ↑  Conboy and Morrison, Shadow War (1995), p. 123.
16. ↑  Anthony and Sexton, The War in Northern Laos (1993), p. 119.
17. 1 2  Conboy and McCouaig, The War in Laos 1960–75 (1989), p. 39.
18. ↑  Conboy and Morrison, Shadow War: The CIA's Secret War in Laos (1995), pp. 124–125.